# Fraude académica
Fraude académica são práticas desonestas, desrespeitosas ou fraudulentas dentro do ambiente académico. Na maioria dos casos, esta, envolve a manipulação de informação, a falsificação de documentos e a omissão de fatos relevantes. A fraude académica interfere no processo educacional, é um fenómeno que desvaloriza a originalidade e o esforço individual, comprometendo os valores fundamentais da aprendizagem e da meritocracia.
A fraude académica sempre esteve presente, quer seja na escola primária ou no ensino superior. A fraude acontece a nível de comportamentos em que os estudantes se apropriam de trabalhos realizados por outros. Segundo Gomes (2008) “um aluno ou grupo de alunos que copia apresenta, para efeitos de avaliação, [...], produtos escolares que, efectivamente, não correspondem a um trabalho genuíno realizado pelo próprio ou próprios”. Para que isto não aconteça são necessários programas de deteção de plágio de forma a controlar e deter qualquer tentativa.
A maior parte dos alunos que têm estas práticas no ensino superior, já as exerciam noutros anos de escolaridade, e como no ensino básico não há tantas regras ou controlo nos trabalhos, os alunos copiam, pois sabem que não vão ser apanhados ou castigados.

## Tipos
Existem três tipos de fraude académica, sendo esses os seguintes:
- o plágio;
- o auto plagio;
- a compra de trabalhos.

A tipologia de fraude académica é definida por Ramos & Morais (2018) como “O plágio corresponde à ‘utilização de uma obra, trabalho, palavras ou qualquer outro material publicado ou não publicado de outra ou outras pessoas e apresentá-la como se fosse sua, nomeadamente, copiar ou parafrasear sem claramente identificar a fonte’ e que o autoplágio resulta da ‘utilização de uma obra, trabalho, palavras ou qualquer outro material de autoria do próprio e apresentá-la de novo como se fosse original’, assim como especifica a proibição de ‘comprar ou vender relatórios, ensaios, monografias, teses ou outros trabalhos’”.

## Causas
Gomes (2008) refere também que há vários fatores que facilitam a fraude no contexto académico:
• O facto de o aluno estudar antes do teste ou deixar o trabalho para mais tarde, pois pensa que ainda tem tempo para o realizar antes da entrega.
• Muitos alunos perdem algumas aulas, devido a festas que possam haver, principalmente nas horas do anoitecer e madrugada, ou seja, o aluno não tem tempo para estudar na tarde do dia, nem ir à aula do dia seguinte.
• O facto de que o aluno não considera uma certa matéria, professor ou método interessante e por isso, inconscientemente, não fica atento e vai perdendo matéria lecionada, o que leva à pressão na hora de realizar o trabalho ou teste, pois não esteve atento.
• Há também “fatores institucionais (não clarificação dos valores e dos princípios éticos a ter em consideração, por toda a academia, no processo ensino/aprendizagem e no processo de avaliação).”
Segundo o autor, é importante ter atenção “que tipo de profissionais se forma, quer do ponto de vista técnico, quer do ponto de vista ético e normativo.” É fundamental estar atento, motivar os alunos, para que consigam fazer o seu trabalho com tempo, de forma original, para evitar esta fraude, que o pode acompanhar até mais tarde.

## Em Portugal
Nos últimos anos tem se observado um aumento considerável da fraude académica, o que se deve ao crescimento das instituições de ensino superior e ao desenvolvimento das tecnologias e da vasta gama de fontes de informação, facilmente acessíveis. Em Portugal a fraude não recebe a atenção necessária, a falta de informação sobre o tema acaba por dificultar o debate sobre a sua prevalência, prevenção e punição. Embora as instituições condenem bastante a este ato antiético, na maior parte dos casos não se sabe quais as práticas consideradas erradas, nem quem as deve detetar e a repreensão que devem aplicar. Sendo assim, os professores são considerados os principais responsáveis por manter a ética académica e seguir as regras das universidades.